# USS McCord (DD-534)
USS McCord (DD-534) là một tàu khu trục lớp Fletcher được Hải quân Hoa Kỳ chế tạo trong Chiến tranh Thế giới thứ hai. Nó là chiếc tàu chiến duy nhất của Hải quân Mỹ được đặt theo tên Trung tá Hải quân Frank C. McCord (1890-1933), hoa tiêu khinh khí cầu, đã tử nạn khi chiếc USS Akron (ZRS-4) bị rơi do thời tiết xấu tại New Jersey năm 1933. Nó được cho xuất biên chế không lâu sau khi Thế Chiến II kết thúc, tái biên chế trở lại năm 1951 và tiếp tục hoạt động trong Chiến tranh Triều Tiên, cho đến khi ngừng hoạt động năm 1959. Nó được rút đăng bạ năm 1971 và bị bán để tháo dỡ năm 1974.

## Thiết kế và chế tạo
McCord được đặt lườn tại xưởng tàu của hãng Bethlehem Shipbuilding Corporation, ở San Francisco, California vào ngày 17 tháng 3 năm 1942. Nó được hạ thủy vào ngày 10 tháng 1 năm 1943; được đỡ đầu bởi bà Frank C. McCord, vợ góa Trung tá McCord; và nhập biên chế vào ngày 19 tháng 8 năm 1943 dưới quyền chỉ huy của Hạm trưởng, Trung tá Hải quân W. T. Kenny.

## Lịch sử hoạt động

### Thế Chiến II
McCord khởi hành từ San Diego, California vào ngày 27 tháng 11 năm 1943, gia nhập Hạm đội Thái Bình Dương kịp lúc để tham gia các chiến dịch chiếm đóng các quần đảo Marshall và Mariana, và tiếp tục hoạt động không ngừng nghỉ trong các chiến dịch Palau, Philippines, Iwo Jima và Okinawa.

#### 1944
McCord đi đến ngoài khơi Kwajalein trong thành phần Lực lượng Đặc nhiệm 51 vào ngày 30 tháng 1 năm 1944. Trong khuôn khổ Chiến dịch Flintlock, nó bảo vệ các tàu vận chuyển và bắn pháo hỗ trợ gần bờ. Vào ngày 15 tháng 2, lực lượng đặc nhiệm khởi hành từ Kwajalein để đi đảo san hô Eniwetok nhằm tham gia Chiến dịch Catchpole. Chiếc tàu khu trục thoạt tiên hộ tống cho các tàu quét mìn khi chúng rà sạch các lối ra vào vũng biển rộng 388 dặm vuông Anh (1.000 km2), rồi hộ tống cho đội bắn phá tại đảo Engebi vốn có đường băng duy nhất của đảo san hô, được bình định vào các ngày 17-18 tháng 2. Ba ngày sau, nó quay trở lại đầu phía Nam của vũng biển để bắn phá Eniwetok và đảo Parry Island.
Đến giữa tháng 3, McCord gặp gỡ Lực lượng Đặc nhiệm 39 tại khu vực quần đảo Bismarck, và trong hai tuần lễ tiếp theo nó di chuyển trong eo biển Ysabel để hỗ trợ cho cuộc đổ bộ lên đảo Emirau vào ngày 21 tháng 3. Sau đó nó hộ tống đoàn tàu chở binh lính tăng viện thay thế từ vịnh Purvis, đảo Florida đến Emirau. Quay trở về vịnh Purvis vào cuối tháng 4, nó lên đường vào ngày 1 tháng 5 hộ tống các tàu chở dầu đi đến các điểm tiếp nhiên liệu tại khu vực quần đảo Solomon. Sau hai tuần lễ tuần tra chống tàu ngầm tại khu vực chung quanh Bougainville và New Georgia, nó đi đến ngoài khơi New Ireland vào ngày 11 tháng 6 để bắn phá một cơ sở sửa chữa, rồi tiếp nối nhiệm vụ hộ tống. Chiếc tàu khu trục tạm dừng nhiệm vụ hộ tống giữa quần đảo Admiralty và Solomon vào ngày 23 tháng 7, khi nó gia nhập Lực lượng Đặc nhiệm 52 để tham gia bắn phá Tinian.
Trong chiến dịch đổ bộ lên quần đảo Palau diễn ra sau đó, McCord đi đến ngoài khơi đảo Peleliu vào ngày 11 tháng 9, hỗ trợ cho binh lính đổ bộ lên đảo vào ngày 15 tháng 9, và ở lại đây cho đến ngày 30 tháng 9. Sau khi đi đến Manus vào ngày 4 tháng 10, nó gia nhập Đội tàu sân bay 22 trực thuộc Đệ Thất hạm đội để chuẩn bị cho các chiến dịch tiếp theo tại miền Trung Philippines. Nó đi đến khu vực tác chiến được phân công về phía Đông Philippines trong khi diễn ra các cuộc đổ bộ lên Suluan và Dinagat vào ngày 17 tháng 10. Đến ngày 25 tháng 10, Đơn vị Đặc nhiệm 77.4.1 của nó, biệt danh "Taffy 1", chịu đựng các cuộc không kích liên tục trong khi Trận chiến ngoài khơi Samar nhắm vào "Taffy 3", diễn ra cách 100 mi (160 km) về phía Bắc. Tránh khỏi bị thiệt hại, chiếc tàu khu trục đã bảo vệ các tàu sân bay và giải cứu những phi công bị bắn rơi. Nó quay trở về Manus vào ngày 3 tháng 11, nhưng đã quay trở lại Leyte vào ngày 16 tháng 11 để phòng ngừa lực lượng tàu nổi Nhật Bản tấn công lực lượng và tàu bè Đồng Minh tại miền Trung Philippines.

#### 1945
Vào ngày 6 tháng 12, McCord gia nhập Lực lượng Đặc nhiệm 38, lực lượng tàu sân bay nhanh tại Ulithi. Lực lượng khởi hành từ đảo này vào ngày 10 tháng 12, di chuyển về hướng Philippines để hỗ trợ cho cuộc đổ bộ lên Mindoro, tung ra các cuộc không kích nhắm vào sân bay và cảng đối phương ở phía Bắc và Trung Philippines. Quay trở lại Ulithi vào ngày 24 tháng 12, lực lượng lại lên đường vào ngày 30 tháng 12, thoạt tiên ném bom xuống Đài Loan từ ngày 3 đến ngày 6 tháng 1 năm 1945, rồi tiếp nối lần lượt các cuộc không kích xuống căn cứ và tàu bè đối phương ở Đông Dương thuộc Pháp, phía Nam Đài Loan, dọc bờ biển Trung Quốc, Philippines, phía Tây Đài Loan và Okinawa, đạt được thành công lớn nhờ sự di chuyển liên tục và nắm bắt cơ hội mục tiêu. Tại Biển Đông trong các ngày 11 và 12 tháng 1, họ đã đánh đắm hoặc gây hư hại cho gần 200.000 tấn Anh (203.000 t) tàu bè đối phương.
Lực lượng đặc nhiệm quay trở về Ulithi vào ngày 23 tháng 1 và ở lại đây cho đến ngày 10 tháng 2. Vào ngày 16 tháng 2, các cuộc không kích được tung ra nhắm vào chính Tokyo; vào ngày 18 tháng 2, xuống Chichi Jima; vào ngày 20 tháng 2, xuống Iwo Jima để hỗ trợ cho các đơn vị Thủy quân Lục chiến vốn đã đổ bộ lên đảo này vào ngày 19 tháng 2. Đến ngày 24 tháng 2, máy bay thuộc Lực lượng Đặc nhiệm 58 lại có mặt bên trên bầu trời Tokyo, và sang ngày hôm sau họ tấn công các căn cứ phòng thủ tại khu vực Nagoya-Kobe.
Sang tháng 3, McCord tiếp tục hoạt động trong thành phần hộ tống Đội đặc nhiệm 58.4 khi chúng tập trung các nỗ lực xuống Okinawa và phần phía Nam Kyūshū nhằm chuẩn bị cho cuộc đổ bộ lên Okinawa vào ngày 1 tháng 4. Nó tiếp tục ở lại khu vực quần đảo Ryūkyū cho đến ngày 12 tháng 5, khi nó hộ tống thiết giáp hạm South Dakota (BB-57) đi Guam; rồi quay trở lại Okinawa vào ngày 27 tháng 5 cho hai tuần lễ chiến sự cuối cùng tại đây. Đội đặc nhiệm 58.4 sau đó rút lui về vịnh Leyte, đến nơi vào ngày 13 tháng 6. Chiếc tàu khu trục lên đường hai ngày sau đó để quay về vùng bờ Tây cho một đợt đại tu, về đến Puget Sound, Washington vào ngày 8 tháng 7, và vẫn đang được sửa chữa trong ụ tàu khi Nhật Bản đầu hàng. Nó lên đường đi San Diego vào ngày 7 tháng 9, và được đưa về lực lượng dự bị tại đây vào ngày 15 tháng 9. McCord được cho xuất biên chế vào ngày 15 tháng 1 năm 1947.

### 1951 – 1954
McCord nhập biên chế trở lại vào ngày 1 tháng 8 năm 1951. Nó rời San Diego vào ngày 1 tháng 11 để gia nhập Hạm đội Đại Tây Dương, trình diện để phục vụ cùng Tư lệnh Hải đội Khu trục 28 tại Norfolk, Virginia vào ngày 17 tháng 11. Trong năm tiếp theo, nó hoạt động dọc theo vùng bờ Đông Hoa Kỳ, di chuyển về phía Bắc cho đến Halifax, Nova Scotia và về phía Nam đến tận quần đảo Tây Ấn thuộc Anh.
Vào ngày 10 tháng 1 năm 1953, một lần nữa McCord lại lên đường để đi sang khu vực chiến sự tại Tây Thái Bình Dương. Nó có mặt ngoài khơi bờ biển Triều Tiên vào ngày 15 tháng 2 để hoạt động cùng các tàu sân bay thuộc Lực lượng Đặc nhiệm 95, và tiếp tục ở lại khu vực Hoàng Hải cho đến giữa tháng 3, khi nó được một tuần lễ nghỉ ngơi tại Sasebo, Nhật Bản. Đến ngày 26 tháng 3, chiếc tàu khu trục gia nhập Lực lượng Đặc nhiệm 77 tại vùng bờ biển phía Đông bán đảo Triều Tiên, làm nhiệm vụ bắn phá bờ biển và hỗ trợ hỏa lực cho lực lượng trên bờ của Liên Hợp Quốc. Nó rời vùng chiến sự vào ngày 17 tháng 4, tham gia Đội đặc nhiệm 96.7 cho các cuộc tập trận ngoài khơi Okinawa, rồi gia nhập trở lại Lực lượng Đặc nhiệm 77 vào ngày 14 tháng 5. Con tàu tiếp tục ở lại khu vực hoạt động trong biển Nhật Bản cho đến ngày 5 tháng 6, khi nó kết thúc lượt phục vụ tại Viễn Đông để lên đường quay trở về Hoa Kỳ.
Đi ngang qua vịnh Subic tại Philippines, Singapore, Aden, Suez và Gibraltar, McCord về đến Norfolk, Virginia vào ngày 6 tháng 8. Trong những tháng tiếp theo, nó hoạt động tại khu vực Nam bờ Đông Hoa Kỳ và vùng biển Caribe. Con tàu được cho xuất biên chế vào ngày 9 tháng 6 năm 1954, và neo đậu tại Norfolk trong thành phần Hạm đội Dự bị Đại Tây Dương cho đến năm 1969. Nó được cho rút khỏi danh sách Đăng bạ Hải quân năm 1971 và bị bán để tháo dỡ năm 1974.